# Wete

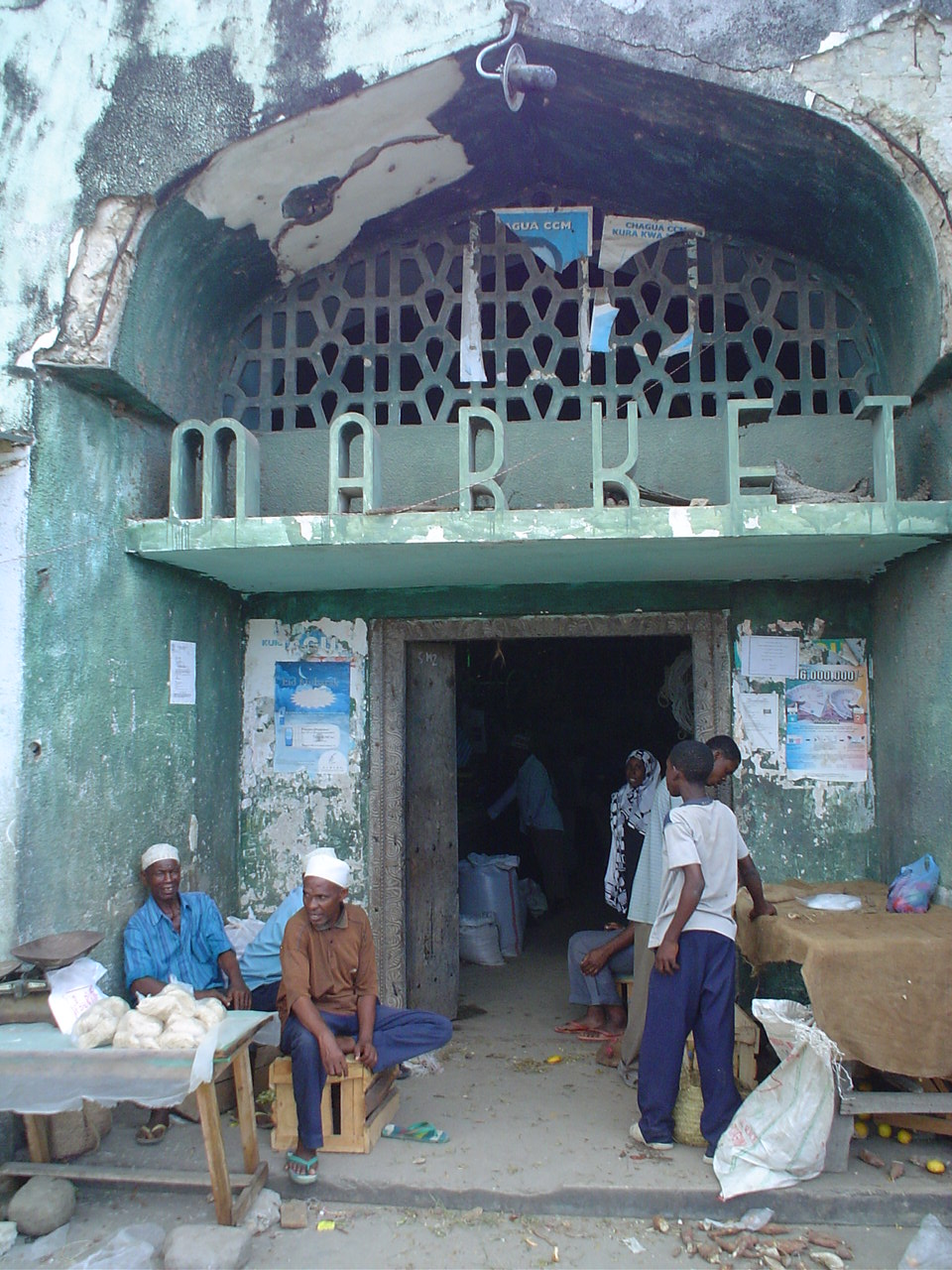
Bâtiment du marché de Wete

Wete est une ville située sur l'île tanzanienne de Pemba. C'est la capitale de région de Pemba Nord, ainsi que le siège administratif du district de Wete. Ele est située à l'ouest de la partie nord de l'île. La ville compte une population estimée de 31 872 habitants.
Au sud-ouest de Wete Harbour, à environ un kilomètre, se trouve la petite île de Matambwe, site abritant les ruines d'une ville médiévale swahili appelée Mtambwe Kuu.
Le port de Wete reste un port d'entrée majeur pour l'île de Pemba. Cependant, ces dernières années, il est progressivement remplacé par Mkoani.

## Climat
Wete a un climat tropical, plus doux que celui du continent tanzanien ou de l'île d'Unguja. Ce climat est classé comme « climat tropical de mousson » par le système de Köppen. La température moyenne à Wete est de 25,5 °C . La pluviométrie annuelle moyenne est de 1 714 mm. Il y a deux saisons des pluies, la plupart des précipitations se situant entre mars et juin et une plus petite saison des pluies se produisant entre novembre et décembre. Les mois les plus secs sont janvier et février, avec une saison sèche plus longue entre juillet et octobre.

## Sports
La ville de Wete abrite les clubs de football de Jamhuri et Mwenge.